# Ailín Salas
Ailín Salas, née le 14 juillet 1993 à Aracaju au Brésil, est une actrice argentine.

## Filmographie
- 2007 : El tesoro del portugués : Camila
- 2007 : XXY : Roberta
- 2008 : La sangre brota (Blood Appears) : Vanesa
- 2009 : El niño pez (The Fish Child) : la Guayi niña
- 2009 : A Fly in the Ashes : Francisca / Denise
- 2010 : The Invisible Eye : Inès
- 2010 : Mala sangre (court métrage) : Desaparecida
- 2010 : 25 miradas, 200 minutos (série télévisée)
- 2011 : Trois sœurs (Abrir puertas y ventanas) : Violeta
- 2011 : Another Silence : Lila
- 2011 : The New Life : Sol
- 2011 : Televisión por la inclusión (mini-série) : Lucía (3 épisodes)
- 2011 : Dulce de leche : Anita
- 2012 : Dromómanos : Brasil
- 2012 : The Vampire Spider
- 2012 : En terapia (es) (série télévisée) : Clara Salinas (11 épisodes)
- 2012 : Daños colaterales (téléfilm)
- 2012 : Amores de historia (mini-série)
- 2013 : Vidrios
- 2013 : Ludmila en Cuba (court métrage)
- 2013 : Some Girls : Nené
- 2014 : La celebración (mini-série)
- 2014 : Doce casas (mini-série) (2 épisodes)
- 2014 : Al Desentendido
- 2014 : Lulu
- 2014 : Somebody's Life : Luciana
- 2015 : Mariposa (Butterfly) : Romina
- 2012-2015 : :Presentes (es) (série télévisée) : Mariana (8 épisodes)
- 2015 : Eva ne dort pas (Eva no duerme) : Juana
- 2015 : La helada negra : Alejandra
- 2015 : Resplandecientes (court métrage)
- 2016 : Onyx : Anah
- 2016 : Hija única : Julia
- 2017 : La sierva (court métrage) : Sierva
- 2018 : The Broken Ones (court métrage) : Ailn
- 2018 : Boni Bonita
- 2019 : Le Colocataire : Julia
- 2019 : El diablo blanco